# Hans Linthorst Homan
Johannes (Hans) Linthorst Homan (Assen, 17 februari 1903 – Rome, 6 november 1986) was een Nederlands politicus en bestuurder uit het geslacht Linthorst Homan. Hij was een van de drie oprichters van de Nederlandsche Unie.

## Levensloop
Homan werd geboren als zoon van de latere commissaris van de Koningin van Drenthe Jan Linthorst Homan en Jeannette Staal. De grootvader van moederskant was Henri Staal, minister van Oorlog in het kabinet-De Meester. Homan volgde te Assen het gymnasium, en studeerde van 1921 tot 1926 rechten aan de Rijksuniversiteit Leiden, waar hij in 1934 promoveerde. Naast zijn vader was ook Homans grootvader van vaderskant, Johannes Linthorst Homan commissaris van de Koningin (van Drenthe) geweest. Hij eerst was gehuwd met jkvr. Elisabeth Storm van 's Gravesande (1903-1951), en later met Maria Vittoria Senni (1920-2006).
Na de Duitse inval in mei 1940 publiceerde Homan in juli de brochure Aanpakken! Een hartekreet van een jongen Nederlander, en in dezelfde maand richtte hij met Louis Einthoven en Jan de Quay de Nederlandsche Unie op. Deze organisatie was omstreden omdat ze, hoewel opgericht om een eenheid te vormen tegenover de bezetter, naar het oordeel van velen veel te ver meeging met de bezetter. Van het driemanschap bleek Homan het meest inschikkelijk tegenover de nazi's. Vanwege dit 'oorlogsverleden' was Homan na de bevrijding in mei 1945 geruime tijd ambteloos burger. Echter, na de conclusie van een regeringsonderzoek ten aanzien van de Nederlandsche Unie, werd in oktober 1947 aan Homan toch eerherstel verleend.
Na de inwerkingtreding van de Europese Gemeenschap voor Kolen en Staal (EGKS) in 1952 leek de federale Europese staat korte tijd binnen handbereik te zijn gekomen. De ministers van Buitenlandse Zaken van de zes EGKS-lidstaten verzochten de leden van het parlement van deze gemeenschap om een ontwerp-statuut op te stellen voor een Europese Politieke Gemeenschap (EPG), de kiem van een federale staat. In 1953 werd dit ontwerp van een ‘grondwet’ aan de ministers aangeboden. Maar de onderhandelingen over een EPG liepen vast en toen in augustus 1954 het Franse parlement het plan voor een Europese Defensiegemeenschap (EDG) blokkeerde, betekende dit ook het definitieve einde voor het EPG-ontwerp. Zijn leven lang bleef Homan dit betreuren als een gemiste kans om tot een politiek geïntegreerd Europa te komen. "Vaak heb ik 'pipe dreams' gehad hoe het zou zijn geweest onder het statuut van 1953", schreef hij hierover in zijn memoires uit 1974. Zijn hoop bleef altijd 'een Europees statuut in de lijn van wat in 1953 voor het grijpen was geweest en niet wás gegrepen'.
Ook na zijn pensionering bleef hij een onvermoeibaar propagandist van een federaal Europa. Hij overleed op 83-jarige leeftijd en ligt begraven in een familiegraf bij de Hervormde Kerk te Havelte.

## Werk
Van 1926 tot 1932 was hij advocaat in een praktijk met zijn broer Harry Linthorst Homan. Hierna was hij burgemeester van Vledder en lid van de Provinciale Staten van Drenthe voor de (liberale) Vrijheidsbond, die zich vanaf 1938 de Liberale Staatspartij noemde. Op 1 juni 1937 werd hij commissaris van de Koningin in de provincie Groningen (vanaf mei 1940 commissaris der provincie genoemd).
Al snel na de Duitse bezetting van Nederland in mei 1940 werd buiten de bestaande politieke partijen om de Nederlandsche Unie opgericht, die nationale samenwerking beoogde en een doorbraak van de verzuiling nastreefde. De Unie wilde een massabeweging van Nederlanders tegenover de Duitse bezetter zijn en zo de Nationaal-Socialistische Beweging in Nederland (NSB) de wind uit de zeilen nemen. De Unie stond onder leiding van het driemanschap Louis Einthoven (hoofdcommissaris van politie te Rotterdam), Jan de Quay (hoogleraar psychologie te Tilburg en sinds medio mei 1940 regeringscommissaris voor de organisatie van de arbeid) en Homan. Haar aanhang groeide explosief en bereikte eind 1940 (volgens de schatting van de historicus Wichert ten Have) een maximum van 600.000 leden.

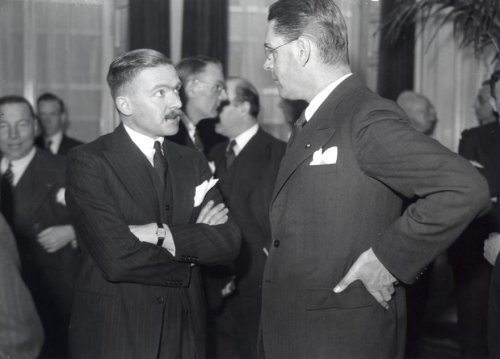
Linthorst Homan met NSB-ambtenaar Tobie Goedewaagen
(april 1941)

Homan sprak zich in september 1940 uit voor een Duitse overwinning in de oorlog. In een gesprek met Groningse predikanten en hoogleraren zei hij dat hij hoopte op een ‘twee tegen drie’-overwinning voor Duitsland tegen Groot-Brittannië, alsof de oorlog een voetbalwedstrijd was. De historicus De Bruin geeft Homans eigen uitleg in april 1945 weer. Naar zijn eigen zeggen ging Homan er van mei 1940 tot ver in 1941 (toen ook de Sovjet-Unie en de Verenigde Staten bij de oorlog betrokken raakten) van uit dat Duitsland militair onverslaanbaar was. Hij beschouwde een blijvende Duitse hegemonie op het continent ook als noodzakelijk, gezien de dreiging die er van de Sovjet-Unie uitging. De ineenstorting van Duitsland zou Nederland naar zijn idee overleveren aan de communisten uit het Oosten. Homans conclusie was op dat moment derhalve dat een compromisvrede onder handhaving van de bestaande krachtsverhoudingen (Groot-Brittannië 2 – nazi-Duitsland 3) voor Nederland de beste optie was. Hoewel er zeker tot en met het najaar van 1940 ook wel anderen waren die soortgelijke denkbeelden hadden als Homan (zelfs in het naar Londen uitgeweken kabinet), spraken zij zich (oud-premier Hendrik Colijn uitgezonderd) hierover niet openlijk uit. Homans uitspraak raakte begin 1941 breder bekend en bracht hem meteen ernstig in diskrediet. De uitspraak zou hem tot zijn dood blijven achtervolgen. In zijn in 1946 gepubliceerde apologie Tijdskentering. Herinnering aan vernieuwingswerk vóór en na 10 Mei 1940 verklaarde Homan zijn gewraakte uitspraak door te verwijzen naar zijn verwachting in het eerste jaar van de bezetting dat er onder Duitse leiding een Verenigde Staten van Europa tot stand zou komen. Homans denken was sterk beïnvloed door de economische crisis van de jaren dertig. Hij had gehoopt dat de totstandkoming van een economische `Groszraum' op het Europese continent zou leiden tot een door hem noodzakelijk geachte algehele welvaartsvergroting. Deze vage Europese notie kreeg tussen 1942 en 1944 meer vorm en richting door zijn contact met de federalist Hendrik Brugmans. Onder diens invloed werd Homan voorstander van een democratische, federale Europese staat. Na de bevrijding ontpopte hij zich tot een hartstochtelijk propagandist van het Europese federalisme.
Na de Duitse inval in de Sovjet-Unie in juni 1941 eiste de nazi-bezetter de deelname van Nederland aan de oorlog tegen het communisme, maar behalve van de NSB bleef Nederlandse steun uit. De bezetter wijzigde zijn tot dan toe voor niet-joden relatief milde bezettingsbeleid in Nederland. Homan werd door de Duitsers per 9 augustus 1941 ontslagen als commissaris der provincie (in 1947 door de Nederlandse Staat omgezet in eervol ontslag per 15 april 1945). In december 1941 werd de Unie verboden. Sommige oud-leden van de Unie sloten zich nu aan bij het illegale verzet tegen de nazi's. Vanaf 13 juli 1942 werd Homan door de nazi's gegijzeld in een gijzelaarskamp, aanvankelijk te Haaren en later te Sint-Michielsgestel. De bedoeling van deze gijzeling van vooraanstaande Nederlanders was dat Nederlandse verzetsgroepen van acties zouden kunnen worden weerhouden door deze op de gijzelaars te wreken. Op 20 april 1944 werd hij vrijgelaten en later dat jaar voegde hij zich bij de illegaliteit. Na de bevrijding oordeelde de regering dat Homan niet in zijn functie van commissaris van de Koningin kon terugkeren. Nadat een regeringsonderzoek naar de Unie in 1947 was afgerond, werd aan Homan met terugwerkende kracht het genoemde eervol ontslag verleend.
Vanaf het einde van de jaren veertig kreeg een nieuwe, `Europese' carrière gestalte. In 1952 werd hij hoge ambtenaar bij het ministerie van Economische Zaken, in welke functie hij deelnam aan de onderhandelingen over het Verdrag van Rome. Later werd hij Permanent Vertegenwoordiger van Nederland bij de Europese Economische Gemeenschap (EEG) en de Europese Gemeenschap voor Atoomenergie (Euratom), lid van de Hoge Autoriteit van de Europese Gemeenschap voor Kolen en Staal (EGKS) en ten slotte vertegenwoordiger van de Europese Commissie te Londen. Gedurende zijn carrière vervulde hij talloze nevenfuncties, waaronder het voorzitterschap van het Nederlands Olympisch Comité (NOC).
Als onderhandelaar namens Nederland was Homan in de jaren 1955-1957 betrokken bij de totstandkoming van het Verdrag van Rome, voor de oprichting van bovennationale West-Europese gemeenschappen voor een interne vrije markt en de ontwikkeling van kernenergie. Na de totstandkoming van de EEG en Euratom in 1958 werd hij Permanent Vertegenwoordiger (een soort ambassadeur) van Nederland bij deze gemeenschappen te Brussel. In 1962 volgde zijn aanstelling als lid van de Hoge Autoriteit van de EGKS (een voorganger van de Europese Commissie). Dit ambt zou hij bekleden tot de executieven van de EGKS, de EEG en Euratom in 1967 met het Fusieverdrag in de Europese Commissie opgingen. Per 1 september 1968 werd hij vertegenwoordiger in Londen van de Europese Commissie. In die functie concentreerde hij zich op de bevordering van de Britse aansluiting bij de Europese Gemeenschappen. Op 31 augustus 1971 legde Homan zijn functie neer.